# فرونس-مغرب نيوز
المجاهد الأسبوعي (بالفرنسية: France-Maghreb News)‏ أسبوعية جزائرية تصدر باللغة الفرنسية أسسها ويديرها عبد القادر بن سحنون. مقرها بمركز الأعمال الدولي نهج واغرام 75017 باريس.

## وصلات خارجية
- معلومات عن أسبوعية فرونس-مغرب نيوز من موقع بوابة الصحافة الجزائرية.